# Giuseppe Brogi
Giuseppe Brogi (Genova, 2 maggio 1900 – Genova, 17 maggio 1976) è stato un compositore di scacchi italiano.
Di professione assicuratore. Compose circa 1 100 problemi di cui 58 premiati. Inventò i pezzi marini. Collaborò con Il Due Mosse, Sinfonie Scacchistiche e dal 1955 al 1958 tenne la rubrica problemistica su L'Italia Scacchistica.
Nel 1959 pubblicò Il problema. Terminologia e temi del problema di scacchi.
Ha dato il suo nome ad un tema del diretto in 2 mosse nel quale le difese tematiche precisano ciclicamente a coppie i matti minacciati.
|   | a | b | c | d | e | f | g | h |   |
| 8 | a8 alfiere del nero · b8 torre del bianco · a7 torre del nero · c6 pedone del nero · f6 torre del bianco · a5 cavallo del bianco · b5 pedone del bianco · c5 re del nero · e5 cavallo del bianco · h5 donna del nero · e4 pedone del bianco · a3 pedone del bianco · h3 torre del nero · d2 alfiere del nero · g2 pedone del bianco · h2 pedone del nero · a1 alfiere del bianco · b1 donna del bianco · e1 cavallo del nero · h1 re del bianco | a8 alfiere del nero · b8 torre del bianco · a7 torre del nero · c6 pedone del nero · f6 torre del bianco · a5 cavallo del bianco · b5 pedone del bianco · c5 re del nero · e5 cavallo del bianco · h5 donna del nero · e4 pedone del bianco · a3 pedone del bianco · h3 torre del nero · d2 alfiere del nero · g2 pedone del bianco · h2 pedone del nero · a1 alfiere del bianco · b1 donna del bianco · e1 cavallo del nero · h1 re del bianco | a8 alfiere del nero · b8 torre del bianco · a7 torre del nero · c6 pedone del nero · f6 torre del bianco · a5 cavallo del bianco · b5 pedone del bianco · c5 re del nero · e5 cavallo del bianco · h5 donna del nero · e4 pedone del bianco · a3 pedone del bianco · h3 torre del nero · d2 alfiere del nero · g2 pedone del bianco · h2 pedone del nero · a1 alfiere del bianco · b1 donna del bianco · e1 cavallo del nero · h1 re del bianco | a8 alfiere del nero · b8 torre del bianco · a7 torre del nero · c6 pedone del nero · f6 torre del bianco · a5 cavallo del bianco · b5 pedone del bianco · c5 re del nero · e5 cavallo del bianco · h5 donna del nero · e4 pedone del bianco · a3 pedone del bianco · h3 torre del nero · d2 alfiere del nero · g2 pedone del bianco · h2 pedone del nero · a1 alfiere del bianco · b1 donna del bianco · e1 cavallo del nero · h1 re del bianco | a8 alfiere del nero · b8 torre del bianco · a7 torre del nero · c6 pedone del nero · f6 torre del bianco · a5 cavallo del bianco · b5 pedone del bianco · c5 re del nero · e5 cavallo del bianco · h5 donna del nero · e4 pedone del bianco · a3 pedone del bianco · h3 torre del nero · d2 alfiere del nero · g2 pedone del bianco · h2 pedone del nero · a1 alfiere del bianco · b1 donna del bianco · e1 cavallo del nero · h1 re del bianco | a8 alfiere del nero · b8 torre del bianco · a7 torre del nero · c6 pedone del nero · f6 torre del bianco · a5 cavallo del bianco · b5 pedone del bianco · c5 re del nero · e5 cavallo del bianco · h5 donna del nero · e4 pedone del bianco · a3 pedone del bianco · h3 torre del nero · d2 alfiere del nero · g2 pedone del bianco · h2 pedone del nero · a1 alfiere del bianco · b1 donna del bianco · e1 cavallo del nero · h1 re del bianco | a8 alfiere del nero · b8 torre del bianco · a7 torre del nero · c6 pedone del nero · f6 torre del bianco · a5 cavallo del bianco · b5 pedone del bianco · c5 re del nero · e5 cavallo del bianco · h5 donna del nero · e4 pedone del bianco · a3 pedone del bianco · h3 torre del nero · d2 alfiere del nero · g2 pedone del bianco · h2 pedone del nero · a1 alfiere del bianco · b1 donna del bianco · e1 cavallo del nero · h1 re del bianco | a8 alfiere del nero · b8 torre del bianco · a7 torre del nero · c6 pedone del nero · f6 torre del bianco · a5 cavallo del bianco · b5 pedone del bianco · c5 re del nero · e5 cavallo del bianco · h5 donna del nero · e4 pedone del bianco · a3 pedone del bianco · h3 torre del nero · d2 alfiere del nero · g2 pedone del bianco · h2 pedone del nero · a1 alfiere del bianco · b1 donna del bianco · e1 cavallo del nero · h1 re del bianco | 8 |
| 7 | a8 alfiere del nero · b8 torre del bianco · a7 torre del nero · c6 pedone del nero · f6 torre del bianco · a5 cavallo del bianco · b5 pedone del bianco · c5 re del nero · e5 cavallo del bianco · h5 donna del nero · e4 pedone del bianco · a3 pedone del bianco · h3 torre del nero · d2 alfiere del nero · g2 pedone del bianco · h2 pedone del nero · a1 alfiere del bianco · b1 donna del bianco · e1 cavallo del nero · h1 re del bianco | a8 alfiere del nero · b8 torre del bianco · a7 torre del nero · c6 pedone del nero · f6 torre del bianco · a5 cavallo del bianco · b5 pedone del bianco · c5 re del nero · e5 cavallo del bianco · h5 donna del nero · e4 pedone del bianco · a3 pedone del bianco · h3 torre del nero · d2 alfiere del nero · g2 pedone del bianco · h2 pedone del nero · a1 alfiere del bianco · b1 donna del bianco · e1 cavallo del nero · h1 re del bianco | a8 alfiere del nero · b8 torre del bianco · a7 torre del nero · c6 pedone del nero · f6 torre del bianco · a5 cavallo del bianco · b5 pedone del bianco · c5 re del nero · e5 cavallo del bianco · h5 donna del nero · e4 pedone del bianco · a3 pedone del bianco · h3 torre del nero · d2 alfiere del nero · g2 pedone del bianco · h2 pedone del nero · a1 alfiere del bianco · b1 donna del bianco · e1 cavallo del nero · h1 re del bianco | a8 alfiere del nero · b8 torre del bianco · a7 torre del nero · c6 pedone del nero · f6 torre del bianco · a5 cavallo del bianco · b5 pedone del bianco · c5 re del nero · e5 cavallo del bianco · h5 donna del nero · e4 pedone del bianco · a3 pedone del bianco · h3 torre del nero · d2 alfiere del nero · g2 pedone del bianco · h2 pedone del nero · a1 alfiere del bianco · b1 donna del bianco · e1 cavallo del nero · h1 re del bianco | a8 alfiere del nero · b8 torre del bianco · a7 torre del nero · c6 pedone del nero · f6 torre del bianco · a5 cavallo del bianco · b5 pedone del bianco · c5 re del nero · e5 cavallo del bianco · h5 donna del nero · e4 pedone del bianco · a3 pedone del bianco · h3 torre del nero · d2 alfiere del nero · g2 pedone del bianco · h2 pedone del nero · a1 alfiere del bianco · b1 donna del bianco · e1 cavallo del nero · h1 re del bianco | a8 alfiere del nero · b8 torre del bianco · a7 torre del nero · c6 pedone del nero · f6 torre del bianco · a5 cavallo del bianco · b5 pedone del bianco · c5 re del nero · e5 cavallo del bianco · h5 donna del nero · e4 pedone del bianco · a3 pedone del bianco · h3 torre del nero · d2 alfiere del nero · g2 pedone del bianco · h2 pedone del nero · a1 alfiere del bianco · b1 donna del bianco · e1 cavallo del nero · h1 re del bianco | a8 alfiere del nero · b8 torre del bianco · a7 torre del nero · c6 pedone del nero · f6 torre del bianco · a5 cavallo del bianco · b5 pedone del bianco · c5 re del nero · e5 cavallo del bianco · h5 donna del nero · e4 pedone del bianco · a3 pedone del bianco · h3 torre del nero · d2 alfiere del nero · g2 pedone del bianco · h2 pedone del nero · a1 alfiere del bianco · b1 donna del bianco · e1 cavallo del nero · h1 re del bianco | a8 alfiere del nero · b8 torre del bianco · a7 torre del nero · c6 pedone del nero · f6 torre del bianco · a5 cavallo del bianco · b5 pedone del bianco · c5 re del nero · e5 cavallo del bianco · h5 donna del nero · e4 pedone del bianco · a3 pedone del bianco · h3 torre del nero · d2 alfiere del nero · g2 pedone del bianco · h2 pedone del nero · a1 alfiere del bianco · b1 donna del bianco · e1 cavallo del nero · h1 re del bianco | 7 |
| 6 | a8 alfiere del nero · b8 torre del bianco · a7 torre del nero · c6 pedone del nero · f6 torre del bianco · a5 cavallo del bianco · b5 pedone del bianco · c5 re del nero · e5 cavallo del bianco · h5 donna del nero · e4 pedone del bianco · a3 pedone del bianco · h3 torre del nero · d2 alfiere del nero · g2 pedone del bianco · h2 pedone del nero · a1 alfiere del bianco · b1 donna del bianco · e1 cavallo del nero · h1 re del bianco | a8 alfiere del nero · b8 torre del bianco · a7 torre del nero · c6 pedone del nero · f6 torre del bianco · a5 cavallo del bianco · b5 pedone del bianco · c5 re del nero · e5 cavallo del bianco · h5 donna del nero · e4 pedone del bianco · a3 pedone del bianco · h3 torre del nero · d2 alfiere del nero · g2 pedone del bianco · h2 pedone del nero · a1 alfiere del bianco · b1 donna del bianco · e1 cavallo del nero · h1 re del bianco | a8 alfiere del nero · b8 torre del bianco · a7 torre del nero · c6 pedone del nero · f6 torre del bianco · a5 cavallo del bianco · b5 pedone del bianco · c5 re del nero · e5 cavallo del bianco · h5 donna del nero · e4 pedone del bianco · a3 pedone del bianco · h3 torre del nero · d2 alfiere del nero · g2 pedone del bianco · h2 pedone del nero · a1 alfiere del bianco · b1 donna del bianco · e1 cavallo del nero · h1 re del bianco | a8 alfiere del nero · b8 torre del bianco · a7 torre del nero · c6 pedone del nero · f6 torre del bianco · a5 cavallo del bianco · b5 pedone del bianco · c5 re del nero · e5 cavallo del bianco · h5 donna del nero · e4 pedone del bianco · a3 pedone del bianco · h3 torre del nero · d2 alfiere del nero · g2 pedone del bianco · h2 pedone del nero · a1 alfiere del bianco · b1 donna del bianco · e1 cavallo del nero · h1 re del bianco | a8 alfiere del nero · b8 torre del bianco · a7 torre del nero · c6 pedone del nero · f6 torre del bianco · a5 cavallo del bianco · b5 pedone del bianco · c5 re del nero · e5 cavallo del bianco · h5 donna del nero · e4 pedone del bianco · a3 pedone del bianco · h3 torre del nero · d2 alfiere del nero · g2 pedone del bianco · h2 pedone del nero · a1 alfiere del bianco · b1 donna del bianco · e1 cavallo del nero · h1 re del bianco | a8 alfiere del nero · b8 torre del bianco · a7 torre del nero · c6 pedone del nero · f6 torre del bianco · a5 cavallo del bianco · b5 pedone del bianco · c5 re del nero · e5 cavallo del bianco · h5 donna del nero · e4 pedone del bianco · a3 pedone del bianco · h3 torre del nero · d2 alfiere del nero · g2 pedone del bianco · h2 pedone del nero · a1 alfiere del bianco · b1 donna del bianco · e1 cavallo del nero · h1 re del bianco | a8 alfiere del nero · b8 torre del bianco · a7 torre del nero · c6 pedone del nero · f6 torre del bianco · a5 cavallo del bianco · b5 pedone del bianco · c5 re del nero · e5 cavallo del bianco · h5 donna del nero · e4 pedone del bianco · a3 pedone del bianco · h3 torre del nero · d2 alfiere del nero · g2 pedone del bianco · h2 pedone del nero · a1 alfiere del bianco · b1 donna del bianco · e1 cavallo del nero · h1 re del bianco | a8 alfiere del nero · b8 torre del bianco · a7 torre del nero · c6 pedone del nero · f6 torre del bianco · a5 cavallo del bianco · b5 pedone del bianco · c5 re del nero · e5 cavallo del bianco · h5 donna del nero · e4 pedone del bianco · a3 pedone del bianco · h3 torre del nero · d2 alfiere del nero · g2 pedone del bianco · h2 pedone del nero · a1 alfiere del bianco · b1 donna del bianco · e1 cavallo del nero · h1 re del bianco | 6 |
| 5 | a8 alfiere del nero · b8 torre del bianco · a7 torre del nero · c6 pedone del nero · f6 torre del bianco · a5 cavallo del bianco · b5 pedone del bianco · c5 re del nero · e5 cavallo del bianco · h5 donna del nero · e4 pedone del bianco · a3 pedone del bianco · h3 torre del nero · d2 alfiere del nero · g2 pedone del bianco · h2 pedone del nero · a1 alfiere del bianco · b1 donna del bianco · e1 cavallo del nero · h1 re del bianco | a8 alfiere del nero · b8 torre del bianco · a7 torre del nero · c6 pedone del nero · f6 torre del bianco · a5 cavallo del bianco · b5 pedone del bianco · c5 re del nero · e5 cavallo del bianco · h5 donna del nero · e4 pedone del bianco · a3 pedone del bianco · h3 torre del nero · d2 alfiere del nero · g2 pedone del bianco · h2 pedone del nero · a1 alfiere del bianco · b1 donna del bianco · e1 cavallo del nero · h1 re del bianco | a8 alfiere del nero · b8 torre del bianco · a7 torre del nero · c6 pedone del nero · f6 torre del bianco · a5 cavallo del bianco · b5 pedone del bianco · c5 re del nero · e5 cavallo del bianco · h5 donna del nero · e4 pedone del bianco · a3 pedone del bianco · h3 torre del nero · d2 alfiere del nero · g2 pedone del bianco · h2 pedone del nero · a1 alfiere del bianco · b1 donna del bianco · e1 cavallo del nero · h1 re del bianco | a8 alfiere del nero · b8 torre del bianco · a7 torre del nero · c6 pedone del nero · f6 torre del bianco · a5 cavallo del bianco · b5 pedone del bianco · c5 re del nero · e5 cavallo del bianco · h5 donna del nero · e4 pedone del bianco · a3 pedone del bianco · h3 torre del nero · d2 alfiere del nero · g2 pedone del bianco · h2 pedone del nero · a1 alfiere del bianco · b1 donna del bianco · e1 cavallo del nero · h1 re del bianco | a8 alfiere del nero · b8 torre del bianco · a7 torre del nero · c6 pedone del nero · f6 torre del bianco · a5 cavallo del bianco · b5 pedone del bianco · c5 re del nero · e5 cavallo del bianco · h5 donna del nero · e4 pedone del bianco · a3 pedone del bianco · h3 torre del nero · d2 alfiere del nero · g2 pedone del bianco · h2 pedone del nero · a1 alfiere del bianco · b1 donna del bianco · e1 cavallo del nero · h1 re del bianco | a8 alfiere del nero · b8 torre del bianco · a7 torre del nero · c6 pedone del nero · f6 torre del bianco · a5 cavallo del bianco · b5 pedone del bianco · c5 re del nero · e5 cavallo del bianco · h5 donna del nero · e4 pedone del bianco · a3 pedone del bianco · h3 torre del nero · d2 alfiere del nero · g2 pedone del bianco · h2 pedone del nero · a1 alfiere del bianco · b1 donna del bianco · e1 cavallo del nero · h1 re del bianco | a8 alfiere del nero · b8 torre del bianco · a7 torre del nero · c6 pedone del nero · f6 torre del bianco · a5 cavallo del bianco · b5 pedone del bianco · c5 re del nero · e5 cavallo del bianco · h5 donna del nero · e4 pedone del bianco · a3 pedone del bianco · h3 torre del nero · d2 alfiere del nero · g2 pedone del bianco · h2 pedone del nero · a1 alfiere del bianco · b1 donna del bianco · e1 cavallo del nero · h1 re del bianco | a8 alfiere del nero · b8 torre del bianco · a7 torre del nero · c6 pedone del nero · f6 torre del bianco · a5 cavallo del bianco · b5 pedone del bianco · c5 re del nero · e5 cavallo del bianco · h5 donna del nero · e4 pedone del bianco · a3 pedone del bianco · h3 torre del nero · d2 alfiere del nero · g2 pedone del bianco · h2 pedone del nero · a1 alfiere del bianco · b1 donna del bianco · e1 cavallo del nero · h1 re del bianco | 5 |
| 4 | a8 alfiere del nero · b8 torre del bianco · a7 torre del nero · c6 pedone del nero · f6 torre del bianco · a5 cavallo del bianco · b5 pedone del bianco · c5 re del nero · e5 cavallo del bianco · h5 donna del nero · e4 pedone del bianco · a3 pedone del bianco · h3 torre del nero · d2 alfiere del nero · g2 pedone del bianco · h2 pedone del nero · a1 alfiere del bianco · b1 donna del bianco · e1 cavallo del nero · h1 re del bianco | a8 alfiere del nero · b8 torre del bianco · a7 torre del nero · c6 pedone del nero · f6 torre del bianco · a5 cavallo del bianco · b5 pedone del bianco · c5 re del nero · e5 cavallo del bianco · h5 donna del nero · e4 pedone del bianco · a3 pedone del bianco · h3 torre del nero · d2 alfiere del nero · g2 pedone del bianco · h2 pedone del nero · a1 alfiere del bianco · b1 donna del bianco · e1 cavallo del nero · h1 re del bianco | a8 alfiere del nero · b8 torre del bianco · a7 torre del nero · c6 pedone del nero · f6 torre del bianco · a5 cavallo del bianco · b5 pedone del bianco · c5 re del nero · e5 cavallo del bianco · h5 donna del nero · e4 pedone del bianco · a3 pedone del bianco · h3 torre del nero · d2 alfiere del nero · g2 pedone del bianco · h2 pedone del nero · a1 alfiere del bianco · b1 donna del bianco · e1 cavallo del nero · h1 re del bianco | a8 alfiere del nero · b8 torre del bianco · a7 torre del nero · c6 pedone del nero · f6 torre del bianco · a5 cavallo del bianco · b5 pedone del bianco · c5 re del nero · e5 cavallo del bianco · h5 donna del nero · e4 pedone del bianco · a3 pedone del bianco · h3 torre del nero · d2 alfiere del nero · g2 pedone del bianco · h2 pedone del nero · a1 alfiere del bianco · b1 donna del bianco · e1 cavallo del nero · h1 re del bianco | a8 alfiere del nero · b8 torre del bianco · a7 torre del nero · c6 pedone del nero · f6 torre del bianco · a5 cavallo del bianco · b5 pedone del bianco · c5 re del nero · e5 cavallo del bianco · h5 donna del nero · e4 pedone del bianco · a3 pedone del bianco · h3 torre del nero · d2 alfiere del nero · g2 pedone del bianco · h2 pedone del nero · a1 alfiere del bianco · b1 donna del bianco · e1 cavallo del nero · h1 re del bianco | a8 alfiere del nero · b8 torre del bianco · a7 torre del nero · c6 pedone del nero · f6 torre del bianco · a5 cavallo del bianco · b5 pedone del bianco · c5 re del nero · e5 cavallo del bianco · h5 donna del nero · e4 pedone del bianco · a3 pedone del bianco · h3 torre del nero · d2 alfiere del nero · g2 pedone del bianco · h2 pedone del nero · a1 alfiere del bianco · b1 donna del bianco · e1 cavallo del nero · h1 re del bianco | a8 alfiere del nero · b8 torre del bianco · a7 torre del nero · c6 pedone del nero · f6 torre del bianco · a5 cavallo del bianco · b5 pedone del bianco · c5 re del nero · e5 cavallo del bianco · h5 donna del nero · e4 pedone del bianco · a3 pedone del bianco · h3 torre del nero · d2 alfiere del nero · g2 pedone del bianco · h2 pedone del nero · a1 alfiere del bianco · b1 donna del bianco · e1 cavallo del nero · h1 re del bianco | a8 alfiere del nero · b8 torre del bianco · a7 torre del nero · c6 pedone del nero · f6 torre del bianco · a5 cavallo del bianco · b5 pedone del bianco · c5 re del nero · e5 cavallo del bianco · h5 donna del nero · e4 pedone del bianco · a3 pedone del bianco · h3 torre del nero · d2 alfiere del nero · g2 pedone del bianco · h2 pedone del nero · a1 alfiere del bianco · b1 donna del bianco · e1 cavallo del nero · h1 re del bianco | 4 |
| 3 | a8 alfiere del nero · b8 torre del bianco · a7 torre del nero · c6 pedone del nero · f6 torre del bianco · a5 cavallo del bianco · b5 pedone del bianco · c5 re del nero · e5 cavallo del bianco · h5 donna del nero · e4 pedone del bianco · a3 pedone del bianco · h3 torre del nero · d2 alfiere del nero · g2 pedone del bianco · h2 pedone del nero · a1 alfiere del bianco · b1 donna del bianco · e1 cavallo del nero · h1 re del bianco | a8 alfiere del nero · b8 torre del bianco · a7 torre del nero · c6 pedone del nero · f6 torre del bianco · a5 cavallo del bianco · b5 pedone del bianco · c5 re del nero · e5 cavallo del bianco · h5 donna del nero · e4 pedone del bianco · a3 pedone del bianco · h3 torre del nero · d2 alfiere del nero · g2 pedone del bianco · h2 pedone del nero · a1 alfiere del bianco · b1 donna del bianco · e1 cavallo del nero · h1 re del bianco | a8 alfiere del nero · b8 torre del bianco · a7 torre del nero · c6 pedone del nero · f6 torre del bianco · a5 cavallo del bianco · b5 pedone del bianco · c5 re del nero · e5 cavallo del bianco · h5 donna del nero · e4 pedone del bianco · a3 pedone del bianco · h3 torre del nero · d2 alfiere del nero · g2 pedone del bianco · h2 pedone del nero · a1 alfiere del bianco · b1 donna del bianco · e1 cavallo del nero · h1 re del bianco | a8 alfiere del nero · b8 torre del bianco · a7 torre del nero · c6 pedone del nero · f6 torre del bianco · a5 cavallo del bianco · b5 pedone del bianco · c5 re del nero · e5 cavallo del bianco · h5 donna del nero · e4 pedone del bianco · a3 pedone del bianco · h3 torre del nero · d2 alfiere del nero · g2 pedone del bianco · h2 pedone del nero · a1 alfiere del bianco · b1 donna del bianco · e1 cavallo del nero · h1 re del bianco | a8 alfiere del nero · b8 torre del bianco · a7 torre del nero · c6 pedone del nero · f6 torre del bianco · a5 cavallo del bianco · b5 pedone del bianco · c5 re del nero · e5 cavallo del bianco · h5 donna del nero · e4 pedone del bianco · a3 pedone del bianco · h3 torre del nero · d2 alfiere del nero · g2 pedone del bianco · h2 pedone del nero · a1 alfiere del bianco · b1 donna del bianco · e1 cavallo del nero · h1 re del bianco | a8 alfiere del nero · b8 torre del bianco · a7 torre del nero · c6 pedone del nero · f6 torre del bianco · a5 cavallo del bianco · b5 pedone del bianco · c5 re del nero · e5 cavallo del bianco · h5 donna del nero · e4 pedone del bianco · a3 pedone del bianco · h3 torre del nero · d2 alfiere del nero · g2 pedone del bianco · h2 pedone del nero · a1 alfiere del bianco · b1 donna del bianco · e1 cavallo del nero · h1 re del bianco | a8 alfiere del nero · b8 torre del bianco · a7 torre del nero · c6 pedone del nero · f6 torre del bianco · a5 cavallo del bianco · b5 pedone del bianco · c5 re del nero · e5 cavallo del bianco · h5 donna del nero · e4 pedone del bianco · a3 pedone del bianco · h3 torre del nero · d2 alfiere del nero · g2 pedone del bianco · h2 pedone del nero · a1 alfiere del bianco · b1 donna del bianco · e1 cavallo del nero · h1 re del bianco | a8 alfiere del nero · b8 torre del bianco · a7 torre del nero · c6 pedone del nero · f6 torre del bianco · a5 cavallo del bianco · b5 pedone del bianco · c5 re del nero · e5 cavallo del bianco · h5 donna del nero · e4 pedone del bianco · a3 pedone del bianco · h3 torre del nero · d2 alfiere del nero · g2 pedone del bianco · h2 pedone del nero · a1 alfiere del bianco · b1 donna del bianco · e1 cavallo del nero · h1 re del bianco | 3 |
| 2 | a8 alfiere del nero · b8 torre del bianco · a7 torre del nero · c6 pedone del nero · f6 torre del bianco · a5 cavallo del bianco · b5 pedone del bianco · c5 re del nero · e5 cavallo del bianco · h5 donna del nero · e4 pedone del bianco · a3 pedone del bianco · h3 torre del nero · d2 alfiere del nero · g2 pedone del bianco · h2 pedone del nero · a1 alfiere del bianco · b1 donna del bianco · e1 cavallo del nero · h1 re del bianco | a8 alfiere del nero · b8 torre del bianco · a7 torre del nero · c6 pedone del nero · f6 torre del bianco · a5 cavallo del bianco · b5 pedone del bianco · c5 re del nero · e5 cavallo del bianco · h5 donna del nero · e4 pedone del bianco · a3 pedone del bianco · h3 torre del nero · d2 alfiere del nero · g2 pedone del bianco · h2 pedone del nero · a1 alfiere del bianco · b1 donna del bianco · e1 cavallo del nero · h1 re del bianco | a8 alfiere del nero · b8 torre del bianco · a7 torre del nero · c6 pedone del nero · f6 torre del bianco · a5 cavallo del bianco · b5 pedone del bianco · c5 re del nero · e5 cavallo del bianco · h5 donna del nero · e4 pedone del bianco · a3 pedone del bianco · h3 torre del nero · d2 alfiere del nero · g2 pedone del bianco · h2 pedone del nero · a1 alfiere del bianco · b1 donna del bianco · e1 cavallo del nero · h1 re del bianco | a8 alfiere del nero · b8 torre del bianco · a7 torre del nero · c6 pedone del nero · f6 torre del bianco · a5 cavallo del bianco · b5 pedone del bianco · c5 re del nero · e5 cavallo del bianco · h5 donna del nero · e4 pedone del bianco · a3 pedone del bianco · h3 torre del nero · d2 alfiere del nero · g2 pedone del bianco · h2 pedone del nero · a1 alfiere del bianco · b1 donna del bianco · e1 cavallo del nero · h1 re del bianco | a8 alfiere del nero · b8 torre del bianco · a7 torre del nero · c6 pedone del nero · f6 torre del bianco · a5 cavallo del bianco · b5 pedone del bianco · c5 re del nero · e5 cavallo del bianco · h5 donna del nero · e4 pedone del bianco · a3 pedone del bianco · h3 torre del nero · d2 alfiere del nero · g2 pedone del bianco · h2 pedone del nero · a1 alfiere del bianco · b1 donna del bianco · e1 cavallo del nero · h1 re del bianco | a8 alfiere del nero · b8 torre del bianco · a7 torre del nero · c6 pedone del nero · f6 torre del bianco · a5 cavallo del bianco · b5 pedone del bianco · c5 re del nero · e5 cavallo del bianco · h5 donna del nero · e4 pedone del bianco · a3 pedone del bianco · h3 torre del nero · d2 alfiere del nero · g2 pedone del bianco · h2 pedone del nero · a1 alfiere del bianco · b1 donna del bianco · e1 cavallo del nero · h1 re del bianco | a8 alfiere del nero · b8 torre del bianco · a7 torre del nero · c6 pedone del nero · f6 torre del bianco · a5 cavallo del bianco · b5 pedone del bianco · c5 re del nero · e5 cavallo del bianco · h5 donna del nero · e4 pedone del bianco · a3 pedone del bianco · h3 torre del nero · d2 alfiere del nero · g2 pedone del bianco · h2 pedone del nero · a1 alfiere del bianco · b1 donna del bianco · e1 cavallo del nero · h1 re del bianco | a8 alfiere del nero · b8 torre del bianco · a7 torre del nero · c6 pedone del nero · f6 torre del bianco · a5 cavallo del bianco · b5 pedone del bianco · c5 re del nero · e5 cavallo del bianco · h5 donna del nero · e4 pedone del bianco · a3 pedone del bianco · h3 torre del nero · d2 alfiere del nero · g2 pedone del bianco · h2 pedone del nero · a1 alfiere del bianco · b1 donna del bianco · e1 cavallo del nero · h1 re del bianco | 2 |
| 1 | a8 alfiere del nero · b8 torre del bianco · a7 torre del nero · c6 pedone del nero · f6 torre del bianco · a5 cavallo del bianco · b5 pedone del bianco · c5 re del nero · e5 cavallo del bianco · h5 donna del nero · e4 pedone del bianco · a3 pedone del bianco · h3 torre del nero · d2 alfiere del nero · g2 pedone del bianco · h2 pedone del nero · a1 alfiere del bianco · b1 donna del bianco · e1 cavallo del nero · h1 re del bianco | a8 alfiere del nero · b8 torre del bianco · a7 torre del nero · c6 pedone del nero · f6 torre del bianco · a5 cavallo del bianco · b5 pedone del bianco · c5 re del nero · e5 cavallo del bianco · h5 donna del nero · e4 pedone del bianco · a3 pedone del bianco · h3 torre del nero · d2 alfiere del nero · g2 pedone del bianco · h2 pedone del nero · a1 alfiere del bianco · b1 donna del bianco · e1 cavallo del nero · h1 re del bianco | a8 alfiere del nero · b8 torre del bianco · a7 torre del nero · c6 pedone del nero · f6 torre del bianco · a5 cavallo del bianco · b5 pedone del bianco · c5 re del nero · e5 cavallo del bianco · h5 donna del nero · e4 pedone del bianco · a3 pedone del bianco · h3 torre del nero · d2 alfiere del nero · g2 pedone del bianco · h2 pedone del nero · a1 alfiere del bianco · b1 donna del bianco · e1 cavallo del nero · h1 re del bianco | a8 alfiere del nero · b8 torre del bianco · a7 torre del nero · c6 pedone del nero · f6 torre del bianco · a5 cavallo del bianco · b5 pedone del bianco · c5 re del nero · e5 cavallo del bianco · h5 donna del nero · e4 pedone del bianco · a3 pedone del bianco · h3 torre del nero · d2 alfiere del nero · g2 pedone del bianco · h2 pedone del nero · a1 alfiere del bianco · b1 donna del bianco · e1 cavallo del nero · h1 re del bianco | a8 alfiere del nero · b8 torre del bianco · a7 torre del nero · c6 pedone del nero · f6 torre del bianco · a5 cavallo del bianco · b5 pedone del bianco · c5 re del nero · e5 cavallo del bianco · h5 donna del nero · e4 pedone del bianco · a3 pedone del bianco · h3 torre del nero · d2 alfiere del nero · g2 pedone del bianco · h2 pedone del nero · a1 alfiere del bianco · b1 donna del bianco · e1 cavallo del nero · h1 re del bianco | a8 alfiere del nero · b8 torre del bianco · a7 torre del nero · c6 pedone del nero · f6 torre del bianco · a5 cavallo del bianco · b5 pedone del bianco · c5 re del nero · e5 cavallo del bianco · h5 donna del nero · e4 pedone del bianco · a3 pedone del bianco · h3 torre del nero · d2 alfiere del nero · g2 pedone del bianco · h2 pedone del nero · a1 alfiere del bianco · b1 donna del bianco · e1 cavallo del nero · h1 re del bianco | a8 alfiere del nero · b8 torre del bianco · a7 torre del nero · c6 pedone del nero · f6 torre del bianco · a5 cavallo del bianco · b5 pedone del bianco · c5 re del nero · e5 cavallo del bianco · h5 donna del nero · e4 pedone del bianco · a3 pedone del bianco · h3 torre del nero · d2 alfiere del nero · g2 pedone del bianco · h2 pedone del nero · a1 alfiere del bianco · b1 donna del bianco · e1 cavallo del nero · h1 re del bianco | a8 alfiere del nero · b8 torre del bianco · a7 torre del nero · c6 pedone del nero · f6 torre del bianco · a5 cavallo del bianco · b5 pedone del bianco · c5 re del nero · e5 cavallo del bianco · h5 donna del nero · e4 pedone del bianco · a3 pedone del bianco · h3 torre del nero · d2 alfiere del nero · g2 pedone del bianco · h2 pedone del nero · a1 alfiere del bianco · b1 donna del bianco · e1 cavallo del nero · h1 re del bianco | 1 |
|   | a | b | c | d | e | f | g | h |   |